# 伊维亚斯 (阿摩尔滨海省)
伊维亚斯（法語：Yvias，法語發音：[ivjas] ⓘ）是法国阿摩尔滨海省的一个市镇，位于该省西北部，属于圣布里厄区和甘冈城市圈。

## 地名
该地名“Yvias”发音为[ivjas]，字母“s”发音，《世界地名译名词典》将其误译作“伊维亚”。

## 地理
伊维亚斯（48°42'48"N, 3°3'9"W）面积11.61 平方千米，位于法国布列塔尼大區阿摩尔滨海省，该省份为法国西北部沿海省份，位于布列塔尼半岛北部，北濒大西洋英吉利海峡，西接菲尼斯泰尔省，南至莫尔比昂省，东临伊勒-维莱讷省。
与伊维亚斯接壤的市镇（或旧市镇、城区）包括：凯尔福特、朗莱夫、普莱埃代勒、普卢埃泽克、普卢里沃、康佩尔盖泽内克。
伊维亚斯的时区为UTC+01:00、UTC+02:00（夏令时）。

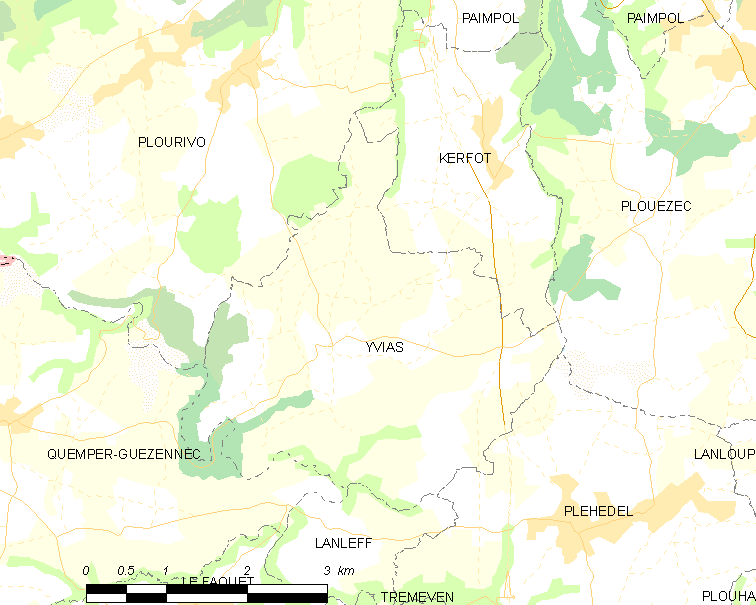
伊维亚斯的OSM定位图

## 行政
伊维亚斯的邮政编码为22930，INSEE市镇编码为22390。

## 政治
伊维亚斯所属的省级选区为潘波勒县。

## 人口

1962-2008年间伊维亚斯人口变化图示

伊维亚斯于2022年1月1日时的人口数量为770人。